# Pripegala
Pripegala je zapadnoslavenski bog kojeg navodi magdeburški nadbiskup Adelgot 1108. Njegovo ime izvodi iz imena Prijap i Belfegor.